# Hậu Thổ
Hậu Thổ (tiếng Trung: 后土, bính âm: Hòutǔ) hay Địa Mẫu (tiếng Trung: 地母, bính âm: Dimǔ) là thần đất mẹ trong văn hóa Trung Quốc, cai quản mặt đất rộng lớn, tương đương với nữ thần Gaia trong thần thoại Hi Lạp. Tôn xưng của bà là Thừa Thiên Hiệu Pháp Hậu Đức Quang Đại Hậu Thổ Hoàng Địa Kỳ, trong Đạo giáo, Hậu Thổ cùng với Ngọc Hoàng đại đế, Thiên Hoàng đại đế, Tử Vi đại đế, Trường Sinh đại đế, Thanh Hoa đại đế được gọi chung là "Lục ngự".

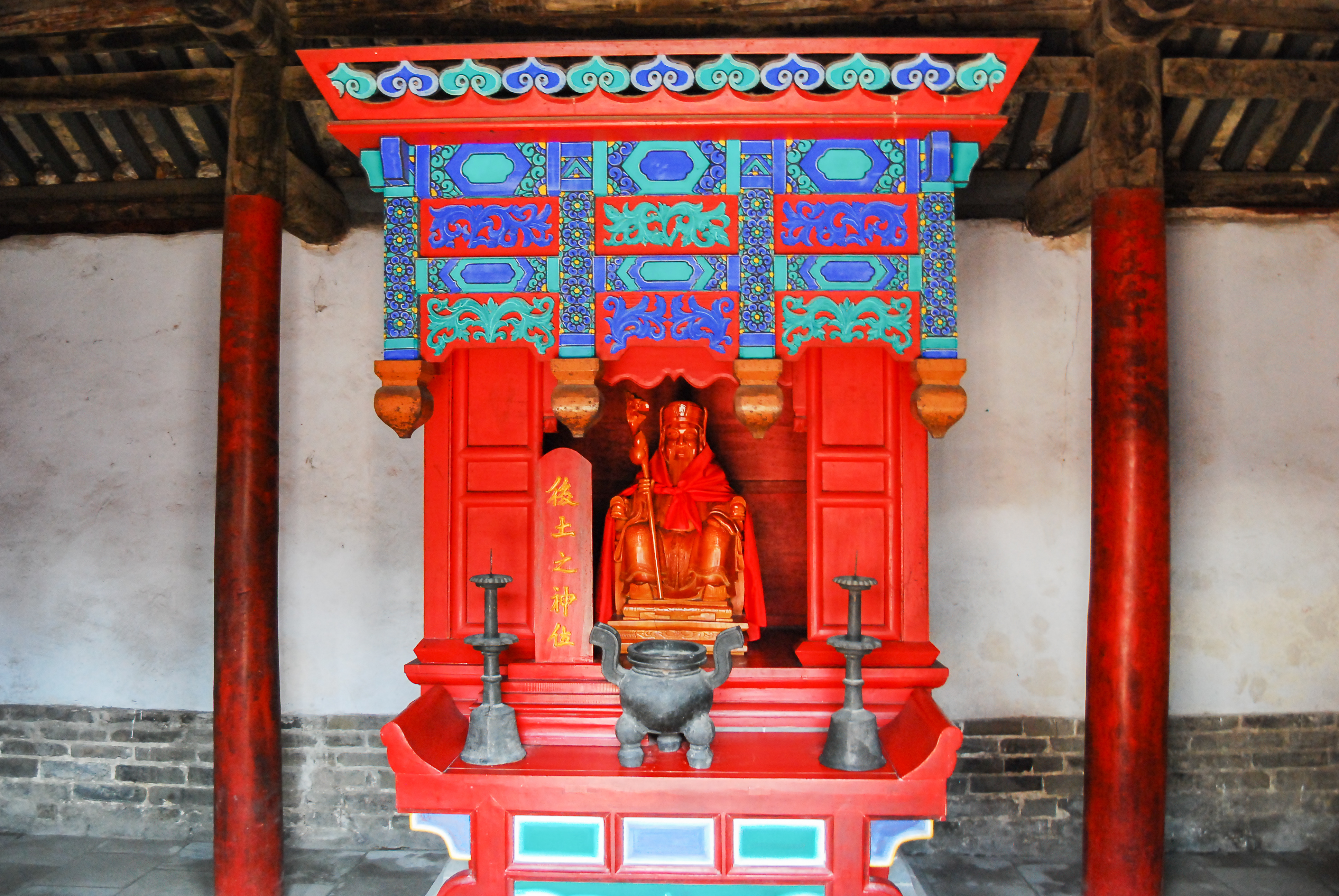
Ban thờ Hậu Thổ tại Khổng phủ, Khúc Phụ

Từ "Hậu Thổ" được sử dụng sớm nhất trong các tác phẩm "Thượng thư - Võ Thành", "Tả truyện - Văn công thập bát niên", "Chu lễ - Xuân Quan - Đại Tông Bá". Từ "Hậu" mang nghĩa là quân chủ, Hậu Thổ là vị quân chủ quản lý đất đai. Vào thời nhà Hán "Miếu Hậu Thổ" được xây dựng, từ đây Hậu Thổ đối xứng với Hoàng Thiên (皇天). Dương Chiếu thời nhà Tống trong tác phẩm "Ký sự trùng tu miếu Thái Ninh" viết "Hậu Thổ là vị thần thổ địa tôn quý nhất".
Thời cổ đại có truyền thuyết cho rằng, hậu duệ của Thần Nông thị là Cộng Công có người con là Cú Long (句龍), giỏi quản lý việc đất đai sông ngòi, về sau được kính xưng là "Hậu Thổ". "Tả Truyện - Chiêu Công nhị thập cửu niên" có viết, "Cộng Công có người con là Cú Long, là Hậu Thổ".
Hiện nay, hầu hết người Trung Quốc thường coi Hậu Thổ là một vị nữ thần, các học giả cho rằng quan điểm này có quan hệ với thần đất mẹ Bhūmi trong Phật giáo.

## Nhà Hán

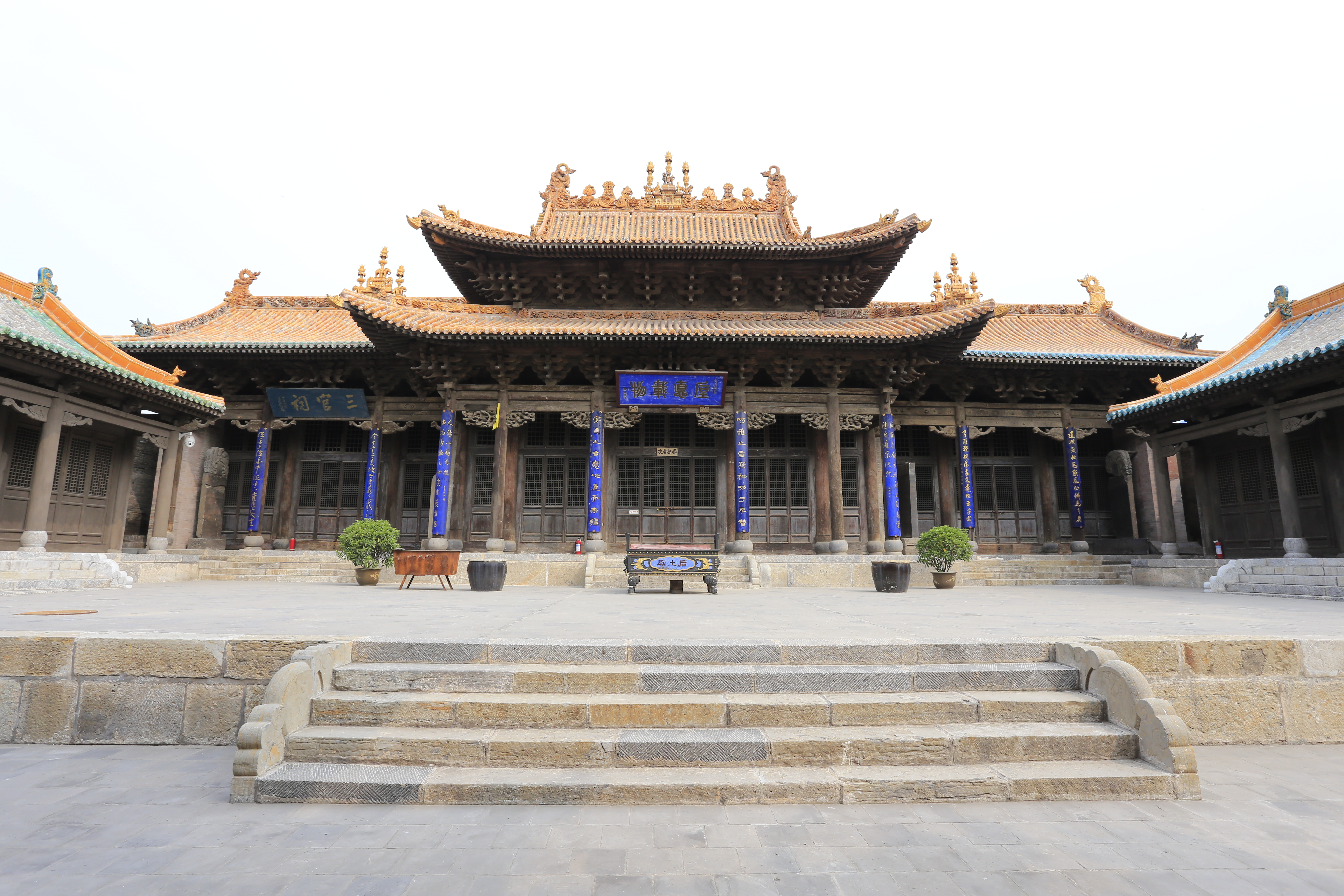
Miếu Hậu Thổ tại Sơn Tây, Trung Quốc

Hậu Thổ được tôn thờ đầu tiên bởi Hán Văn Đế vào năm 113 TCN tại huyện Vạn Vinh, địa cấp thị Vận Thành, tỉnh Sơn Tây, Trung Quốc ngày nay.

## Hà Đồ
Hậu Thổ được đề cập tới trong một vài phiên bản của truyền thuyết Đại Vũ trị thủy. Theo đó, Hạ Vũ ban đầu đã nạo vét sai cách nên không thể dẫn Hoàng Hà ra biển. Hậu Thổ đã tạo ra Hà Đồ và gửi những con chim sứ giả của mình tới nói cho Hạ Vũ biết ông phải làm gì; cụ thể, ông nên mở một con kênh ở phía đông để thoát nước đúng cách.